# Joe Rodon
Joseph Peter Rodon (Swansea, 22 de outubro de 1997), é um futebolista galês que atua como zagueiro. Atualmente, joga pelo Leeds United.

## Carreira

### Swansea City
Rodon cresceu em Llangyfelach, Swansea, e foi sócio do Swansea City antes de ingressar no clube aos oito anos de idade em 2005. Assinou seu primeiro contrato profissional em julho de 2015 e foi escalado no time principal pela primeira vez em janeiro de 2016 para na partida contra o Oxford United válida pela Copa da Inglaterra.
Em 30 de janeiro de 2018, foi emprestado ao Cheltenham Town da League Two até o final da temporada 2017–18.
Rodon retornou para o Swansea City para a temporada 2018–19 da EFL Championship. Se tornou um titular regular no clube e fez 21 jogos na temporada seguinte sob o novo treinador Steve Cooper.

### Tottenham
Rodon assinou com o Tottenham em 16 de outubro de 2020 por cerca de £ 11 milhões em um contrato de cinco anos. Rodon fez sua estreia na Premier League pelo Tottenham em 26 de outubro de 2020, depois de entrar como substituto no lugar de Son Heung-min aos 93 minutos na vitória por 1 a 0 contra o Burnley.

### Leeds United
Após ser emprestado por uma temporada, no dia 2 de julho de 2024 assinou em definitivo com o Leeds United até 2028.

## Carreira internacional
Rodon foi convocado para a seleção galesa pela primeira vez em maio de 2018 para um amistoso contra o México. Foi convocado para a disputa do Campeonato Europeu de Futebol de 2020.

## Títulos
Swansea City Sub-23
- Premier League Cup: 2016–17

Leeds United
- EFL Championship: 2024–25